# HD 109749 b
HD 109749 b는 토성과 매우 유사한 질량을 갖춘 외계 행성이다. 어머니 항성 준거성 HD 109749를 돌고 있다. 항성으로부터 0.063 천문단위라는 가까운 곳에 자리 잡고 있기 때문에 항성을 1회 도는 데 걸리는 시간은 5.24일밖에 되지 않는다. 이 행성은 2005년 8월 22일, 글리제 581 b와 같은 날 발견되었다.

## 같이 보기
- 리오사르

## 참고 문헌
- (영어) Fischer 연구진 (2006). “The N2K Consortium. III. Short-Period Planets Orbiting HD 149143 and HD 109749”. 《The Astrophysical Journal》 637 (2): 1094–1101. doi:10.1086/498557.[깨진 링크(과거 내용 찾기)]